# 満洲に関する露清協定
満洲に関する露清協定（まんしゅうにかんするろしんきょうてい）は、1900年11月11日にロシア帝国の遼東租借地司令官エヴゲーニイ・アレクセーエフと大清帝国の盛京将軍増祺（ヅェンキ）とのあいだで交わされた密約。第二次露清密約（だいにじろしんみつやく）と呼ぶことがある。この密約は、諸列強の知るところとなって問題視され、1901年4月のロシア帝国官報によっていったん廃案となったが、交渉そのものはのちに再開されて1902年4月8日のロシア・清国両政府による満洲還付条約へとつながった。

## 経緯
山東省から起こった義和団の勢力は、1900年6月以降は北京をこえて満洲方面にも拡大し、ロシアが1896年の露清密約で敷設権を得た東清鉄道への攻撃もなされるようになった。また、東清鉄道南支線（のちの南満洲鉄道）は未だ建設途上であり、攻撃対象として被害を受けていた。ロシアはこれに即座に反応し、皇帝ニコライ2世が進軍を命令、鉄道を守るため、15万を超える兵士が派遣された。

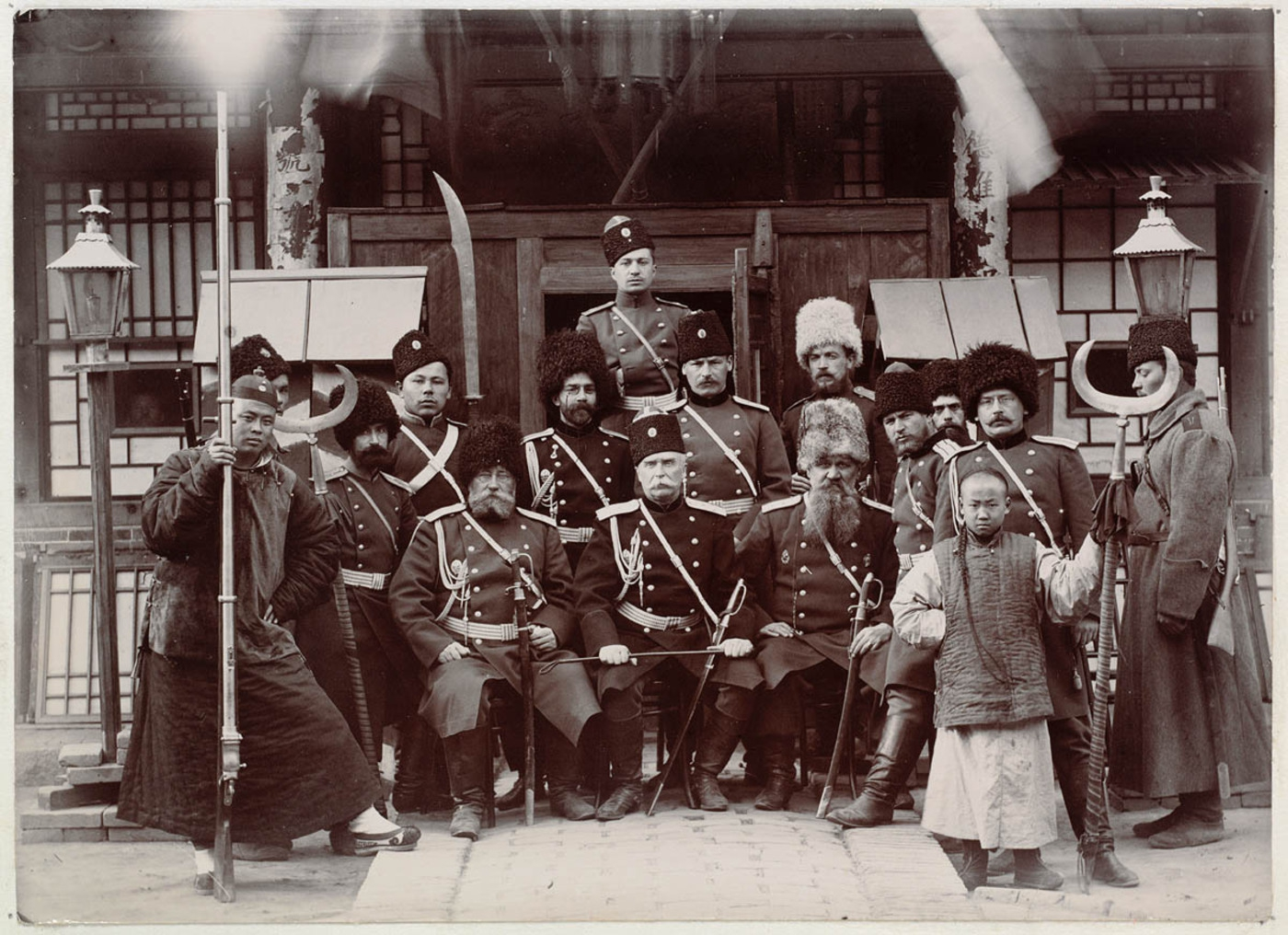
満州でのロシア軍兵士

帝政ロシアは7月3日、黒竜江に臨むロシア領ブラゴヴェシチェンスクにおける軽微な発砲事件を口実に戦闘を開始した（露清戦争）。ロシア軍は、清国軍の抵抗を各地で打ち破り、8月3日にはハルビンを、8月27日にはチチハルを、9月28日には遼陽を、10月2日には奉天をそれぞれ制圧し、わずかの間で満洲の要部を占領した。この間、ロシアは8月25日、満洲の一時占領について、清国の領土保全や清国政府の幇助など4原則から成る口上書を日本はじめ関係各国に通告した。しかし、実際には満洲の占領を恒常化させ、実質的な保護領化を強力に推し進めていった。

## 内容
満洲にはロシアの軍政が敷かれ、遼東租借地司令官のエヴゲーニイ・アレクセーエフはロシア保護下に行政を回復しようとして、盛京将軍の増祺との間で密約の交渉を進めた。1900年11月11日、アレクセーエフと増祺は、9か条から成る満洲に関する露清協定を結んだ。その内容は、だいたい以下の通りである。
1. 奉天省内各地に鉄道保護及び地方安寧のためのロシア兵を駐防させ、清国官憲はロシア帝国の官職員を礼遇すること(第二条)
2. 奉天省内の軍隊は義和団の匪徒に加担して鉄道を破壊した者であるため解散して武装を没収し、武器庫にある兵器もロシアの武官に引き渡すこと(第三条)
3. ロシア軍が一時管理する営口等の地はロシア政府において安全なことを確めた上で清国に還付するものとする(第五条)
4. 奉天城に露清間交渉事務に当たらせるため、ロシアの政務官を置くこと(第七条)
5. 省内で清国警察隊のみにて鎮圧することが不可能な地方事変が発生したときは将軍よりロシア政務官を経て武官に転達しその助力を求めること(第八条)

## 展開
増祺はこの密約の内容を李鴻章に送って承認を求めたが、李は即時調印を控えるよう指示し、駐清ロシア公使のパーヴェル・ミハイロヴィチ・レサールと協議したうえで、以後はロシア帝国の首都、サンクトペテルブルクにおいて交渉することとした。なお、露清の密約は1900年の年末には外部の知るところとなり、翌1901年はじめには密約内容の一端が英国紙『ロンドンタイムズ』によって報道され、列国もロシアの動向に注意を払うようになった。とくに注意を払ったのは日本で、駐露公使の珍田捨巳は本協定の件についてロシア当局に問い合わせたが、ロシア側の回答はそれは虚報であるということであった。駐清公使だった小村寿太郎は密約の事実をつかみ、満洲占有の意図を確信した。小村公使は清国の重鎮で王族の愛新覚羅奕劻（慶親王）に対し、ロシアの要求を拒絶するよう建言した。また、日本側の照会に対しロシアのウラジーミル・ラムスドルフ外相は、露清二国間の案件であり日本政府に回答する義務はなく、また満洲でのロシアの地位は自衛の結果であると応答し、駐日ロシア公使アレクサンドル・イズヴォリスキーもまた密約の件は虚報であると加藤高明外相に伝えた。
こののち、サンクトペテルブルクに場所を移して交渉が続けられたが、ロシアの1901年4月5日付官報における「満洲に関する露清商議を断絶し、その累次声明した当初の政策を恪守して今後の発展をみる」旨の宣告により、交渉は打ち切られた。